# The Ultimate Fighter: Brasil 4
The Ultimate Fighter: Brasil 4 é uma edição do reality show The Ultimate Fighter produzido pelo Ultimate Fighting Championship. Esta é a oitava edição internacional do evento (não envolvendo lutadores estadunidenses) e a quarta edição brasileira.
Em outubro de 2014 foi anunciado que a edição teria os ex-campeões Anderson Silva e Maurício Shogun como os treinadores principais. Apesar de serem treinadores rivais, eles não se enfrentarão após a temporada como é de costume do programa. Em fevereiro de 2015, foi anunciada que Anderson não seria mais o treinador principal da edição. Após ser pego no exame antidoping antes do UFC 183 a Comissão Atlética de Nevada decidiu que ele não seria mais o treinador principal deste edição do TUF. Rodrigo Minotauro foi chamado para o ser o seu substituto.

## Elenco

### Equipes
| Equipe Anderson / Nogueira - Anderson Silva, Treinador Principal (Episódios 1-3) - Antônio Rodrigo Nogueira, Treinador Principal (Episódio 4-) - Antônio Rogério Nogueira - Rogério Camões - Richardson Moreira | Equipe Shogun - Maurício Rua, Treinador Principal - Demian Maia |

### Lutadores
- Peso Galo: Leandro Higo, Bruno Gustavo da Silva, Matheus Pereira, Reginaldo Vieira, Matheus Mattos, Giovanni da Silva Santos Júnior, José Marcos, Peter Montibeller, Maycon Silvan, Bruno Rodrigues, Eduardo Diez e Dileno Lopes.
- Peso Leve: Fernando Bruno, Nazareno Malegarie, Jeferson Negrini, Adilson Fernandes, Glaico Franca, Joaquim Silva, Alexandre Cidade, Arlen Ribeiro, Erick da Silva, André Ricardo, Bruno Murata e Nikolas Motta.

- Lutadores eliminados no round de abertura
  - Peso Galo: Franklyn Santos, Renato Mônaco, Mateus Vasco e Gustavo Sedório.
  - Peso Leve: Carlos Costa, Edson Pereira, Raush Manfio e Gabriel Macário.

## Episódios
Episódio 1 (5 de abril de 2015)
- Os lutadores junto com a equipe de treinadores da edição e Dana White se juntam no centro de treinamento para as boas-vindas e explicar como funcionará a temporada;
- Dana White revela que levará todos os lutadores para o MGM Grand Garden Arena para assistir ao UFC 183;
- As lutas eliminatórias se iniciam:
  - Luta de Peso Galo: Bruno "Korea" Rodrigues derrotou Franklin "Arrocha" Santos por nocaute (chute rodado) no primeiro round.
  - Luta de Peso Leve: Joaquim "Neto BJJ" Silva derrotou Carlos "Mistoca" Costa por nocaute técnico (socos) no terceiro round.
  - Luta de Peso Galo: Dileno Lopes derrotou Renato "Franguinho" Mônaco por finalização (mata-leão) no primeiro round
  - Luta de Peso Leve: Nazareno "El Tigre" Malegarie derrotou Edson "PC" Ferreira por decisão unânime após dois rounds.
  - Luta de Peso Galo: Matheus Nicolau derrotou Mateus "Pitbull" Vasco por finalização (mata-leão) no primeiro round.
  - Luta de Peso Leve: Glaico "Nego" França derrotou Raush "Cavalo de Guerra" Manfio derrotou por finalização (mata-leão) no segundo round.
  - Luta de Peso Galo: Bruno "Bulldog" Silva derrotou Gustavo Sedório por nocaute técnico (lesão) no primeiro round.
  - Luta de Peso Leve: Erick "Índio Brabo" da Silva derrotou Gabriel Macário por nocaute técnico (interrupção médica) no segundo round.

Episódio 2 (12 de abril de 2015)
- As lutas preliminares continuam:
  - Luta de Peso Galo: Matheus "Adamas" Mattos derrotou Marcos "Majú" Lima por nocaute técnico (socos) no segundo round
  - Luta de Peso Leve: Adilson "Jack Godzilla" Fernandes derrotou Arlen "Benks" Viana fpor finalização (katagatame) no segundo round.
  - Luta de Peso Galo: Reginaldo Vieira derrotou Peter Montibeller por finalização (guilhotina) no primeiro round.
  - Luta de Peso Leve: Fernando "Açougueiro" Bruno derrotou Bruno Murata por finalização (mata-leão) no terceiro round.
  - Luta de Peso Galo: Giovanni "Soldado" Santos derrotou Eduardo "Cabelo" Diez por decisão unânime após dois rounds.
  - Luta de Peso Leve: Nikolas Motta derrotou Alexandre Cidade por decisão unânime após dois rounds.
  - Luta de Peso Galo: Leandro "Pitbull" Higo derrotou Maycon "Boca" Silvan por finalização (katagatame) no primeiro round.
  - Luta de Peso Leve: André "Dedé" Ricardo derrotou Jeferson "Batata" Negrini por nocaute técnico (chute no corpo e socos) no segundo round.
- Os treinadores se reúnem e fazem as escolhas de seus times. Durante o sorteio, Shogun ganhou o sorteio e escolheu a opção de "casar" a primeira luta. Sendo assim, Anderson foi o primeiro a escolher o lutador:

- Peso Galo

| Treinador          | 1º Escolhido    | 2º Escolhido | 3º Escolhido     | 4º Escolhido    |
| ------------------ | --------------- | ------------ | ---------------- | --------------- |
| Anderson/Minotauro | Matheus Mattos  | Leandro Higo | Reginaldo Vieira | Bruno Silva     |
| Shogun             | Matheus Nicolau | Dileno Lopes | Bruno Rodrigues  | Giovanni Santos |

- Peso Leve

| Treinador          | 1º Escolhido       | 2º Escolhido  | 3º Escolhido   | 4º Escolhido      |
| ------------------ | ------------------ | ------------- | -------------- | ----------------- |
| Anderson/Minotauro | André Ricardo      | Nikolas Motta | Erick da Silva | Fernando Bruno    |
| Shogun             | Nazareno Malegarie | Glaico França | Joaquim Silva  | Adilson Fernandes |

- A primeira luta é anunciada:  Matheus Nicolau vs.  Reginaldo Vieira.

Episódio 3 (19 de abril de 2015)
- Os lutadores entram na casa do TUF e já escolhem seus respectivos quartos.
- Os participantes vão a um casino em Las Vegas onde eles conhecem as participantes do concurso de octagon girl dessa temporada do reality.
- Anderson Silva recebe uma ligação e é notificado que falhou no exame antidoping após a luta do UFC 183. A Comissão Atlética decide que Anderson não poderá mais continuar no comando de sua equipe na temporada, sendo assim, os substitutos dele serão Rodrigo Minotauro e Rogério Minotouro.
- Os lutadores participam de um desafio do TUF em um jogo de raciocínio e velocidade. O Time Shogun levou a melhor e conquistaram a chance de conhecer o Mount Charleston, uma montanha no estado de Nevada onde há várias estações de esqui e demais atividades na neve;
- No momento da luta, Anderson dá a notícia de sua saída do programa. André Ricardo, amigo pessoal de Anderson e parceiro de treinos, chora copiosamente com a notícia e diz que lutará por ele durante o programa;
- Matheus Nicolau derrotou Reginaldo Vieira por decisão unânime dos juízes após três rounds;
- Rodrigo Minotauro não acredita no resultado, alegando que Reginaldo havia vencido os dois primeiros rounds, sem haver necessidade de lutar o terceiro.
- A próxima luta é anunciada:  Nazareno Malegarie vs.  André Ricardo.

Episódio 4 (26 de abril de 2015)
- Reginaldo Vieira conversa com Matheus Nicolau sobre sua luta. O lutador do Time Azul se abre e diz que em seu sentimento, acho que venceu os dois primeiros rounds. Matheus, sem querer causar polêmica, diz que ele tem todo o direito de expor sua opinião;
- Bruno Rodrigues se envolve com uma das participantes do concurso de octagon girls, Jennifer Giacotto durante o passeio no Mount Charleston;
- Nazareno Malegarie derrotou André Ricardo por nocaute técnico (socos e cotoveladas) no segundo round;
- Com a vitória, a Equipe Shogun continua com o poder de escolha das lutas;
- A próxima luta é anunciada:  Dileno Lopes vs.  Bruno Silva.

Episódio 5 (4 de maio de 2015)
- André e Nazareno conversaram sobre a luta que fizeram no episódio anterior. Dedé parabenizou o argentino pela performance apresentada durante o combate;
- O clima esquenta durante os treinos do Time Nogueira após uns golpes mais fortes serem conectados durante a sessão por alguns lutadores;
- Dessa vez é André Ricardo que se envolve com uma das participantes do concurso de octagon girls. Dessa vez, o lutador se entendeu com a russa Diana Sparks;
- Dileno Lopes derrotou Bruno Silva por finalização (guilhotina) no primeiro round;
- A próxima luta é anunciada:  Glaico França vs.  Nikolas Motta

Episódio 6 (11 de maio de 2015)
- Os lutadores vão para o deserto em Las Vegas para participar do Desafio dos Lutadores cuja equipe campeã teria o direito de escolha da próxima luta. O Time Shogun foi o campeão e conquistou o direito de permanecer com o direito de escolha;
- No dia seguinte, os participantes do TUF foram as dunas para participar de uma corrida de carros de rally;
- Para ajudar na perda de peso, Glaico resolve ir à banheira durante a madrugada e acabou incomodando alguns lutadores da equipe azul. No dia seguinte Fernando Bruno resolve repreender a atitude do lutador pelo que havia feito e ambos têm uma leve discussão. Na hora da pesagem, Fernando resolve ir até a sala da equipe vermelha e se desculpar com Glaico, que de imediato, aceitou as desculpas;
- Glaico França derrotou Nikolas Motta por finalização (mata-leão) no segundo round;
- A próxima luta é anunciada:  Bruno Rodrigues vs.  Leando Higo

Episódio 7 (18 de maio de 2015)
- Nikolas e Glaico conversam sobre a luta que fizeram e o lutador do Time Nogueira disse que foi muito difícil defender as quedas de seu adversário;
- Leandro Higo não passa bem durante os treinamentos do Time Nogueira devido a sobrecarga dos treinamentos. Ele evita descansar para que possa eliminar o seu peso o mais rápido possível. Matheus Mattos acha melhor que ele descanse para que não tenha problemas antes da luta;
- Durante um treinamento do Time Shogun, Giovanni se lesionou ao defender uma queda de Glaico e acabou com uma luxação no ombro. Posteriormente, ao tentar um chute, ainda nos treinamentos, acabou lesionando o pé direito. Após o treino, Giovanni foi levado ao hospital onde foi constatado que foram lesões leves, sem perigo;
- Houve um desafio de resistência entre as equipes e o Time Vermelho venceu novamente. Os vencedores irão ao Triple Thrills Park em Las Vegas;
- Leandro Higo se emociona ao conseguir bater o seu peso na casa após sofrer muito. Durante a pesagem oficial, ambos os atletas batem o peso;
- Bruno Rodrigues derrotou Leandro Higo por finalização (mata-leão) no primeiro round;
- A próxima luta é anunciada:  Joaquim Silva vs.  Erick da Silva.

Episódio 8 (24 de maio de 2015)
- Leandro Hugo diz se arrepender de não ter cumprimentado Bruno Rodrigues após a luta e vai pedir desculpas ao companheiro;
- Após ter algumas lesões durante os treinamentos, Giovanni Santos  começou a tomar antibióticos e desabafou com o companheiro Dileno Lopes que estava sentindo muito cansaço. O atleta acabou indo para um treinamento específico e acusou os efeitos colaterais dos remédios. Soldado deixou o treinamento e desabou em lágrimas no vestiário;
- Após sentir muita dificuldade para voltar aos treinamentos, Giovanni resolveu desistir da luta e abandonar o reality, o que causou muita comoção entre os companheiros de equipe;
- Dana White ofereceu a vaga de Soldado ao lutador do Time Nogueira, Leandro Higo, que perdera para Bruno Rodrigues no episódio anterior. Após pensar um pouco, o atleta aceitou a luta;
- Joaquim Silva derrotou Erick da Silva por decisão unânime após três rounds;
- Leandro Higo acusou uma lesão naa costelas em sua luta anterior e acabou cedendo o seu espaço para Reginaldo Vieira pois não conseguiria se recompor até o dia da luta;
- A próxima luta é anunciada:  Matheus Mattos vs.  Reginaldo Vieira.

Episódio 9 (1 de junho de 2015)
- O Time Shogun se mostra bastante abatido com a ausência de Giovanni dos Santos;
- Matheus Mattos e Reginaldo Vieira enaltecem a amizade que criaram dentro do programa e dizem que até mesmo essa luta não abalará o vínculo criado entre eles;
- Os lutadores do Time Nogueira fizeram um boneco para provocar os atletas do Time Shogun e apelidaram a equipe de "Time Rosa";
- Com a ausência de Soldado no Time Shogun, os atletas da equipe resolveram convidar Bruno Silva para ir com eles andar de montanha russa (prêmio que a equipe ganhou em um desafio entre os lutadores). Bruno aceitou e seus colegas, em tom amistoso, disseram que ele não fazia mais parte do Time Nogueira.
- Ao retornar do passeio, Bruno se deparou com seu colchão na porta de entrada da casa e os lutadores disseram que ele não dormiria no quarto com os demais atletas. Bruno, sempre em tom de brincadeira, perguntou o que ele poderia fazer para retornar e todos os lutadores disseram que não havia nada a ser feito;
- No dia seguinte, Bruno foi acordado com "chineladas", este que seria o único método dos demais lutadores aceitarem o seu retorno a equipe;
- Reginaldo e Matheus trabalham juntos para a perda de peso;
- Reginaldo Vieira derrotou Matheus Mattos por decisão unânime após dois rounds;
- A próxima luta é anunciada:  Adilson Fernandes vs.  Fernando Bruno

Episódio 10 (8 de junho de 2015)
- Os atletas peso-leve participaram do "Desafio dos Troncos" que deviam carregar e serrar um tronco em quatro partes. Mais uma vez a Equipe Shogun saiu vencedora;
- Fernando Bruno derrotou Adilson Fernandes por decisão unânime após dois rounds;
- Os lutadores sumiram o papel de jurados para eleger as duas finalistas do concurso das octagon girls. As duas finalistas eleitas foram a brasileira Elenita Machado e a estadunidense Cindy Laura;
- As semifinais entres pesos-galo foram definidas:

 Dileno Lopes vs.  Matheus Nicolau 
  Bruno Rodrigues vs.  Reginaldo Vieira;
- As semifinais entre os pesos-leve foram definidas:

 Glaico França vs.  Joaquim Silva 
  Nazareno Malegarie vs.  Fernando Bruno.
Episódio 11 (15 de junho de 2015)
- Glaico França derrotou Joaquim Silva por finalização (mata-leão) no primeiro round;
- No Desafio dos Técnicos, Maurício Shogun venceu Minotauro Nogueira em uma prova em que ambos deviam pilotar e fazer manobras com máquinas pesadas. O técnico levou dez mil dólares para casa enquanto os seus lutadores ganharam mil e quinhentos dólares cada;
- Dileno Lopes derrotou Matheus Nicolau por decisão unânime após três rounds.

Episódio 12 (22 de junho de 2015)
- Reginaldo Vieira derrotou Bruno Rodrigues por finalização (guilhotina) no segundo round;
- Fernando Bruno derrotou Nazareno Malegarie por decisão unânime após três rounds.

## Chave do Torneio

### Peso Galo
|  | Quartas de Final  | Quartas de Final |                 |   | Semifinal | Semifinal |  |  | Finale | Finale |
|  |                   |                  |                 |   |           |           |  |  |        |        |
|  |                   |                  |                 |   |           |           |  |  |        |        |
|  |                   |                  |                 |   |           |           |  |  |        |        |
|  | Reginaldo Vieira  | 3                |                 |   |           |           |  |  |        |        |
|  | Reginaldo Vieira  | 3                |                 |   |           |           |  |  |        |        |
|  | Matheus Nicolau   | DU               |                 |   |           |           |  |  |        |        |
|  | Matheus Nicolau   | DU               | Matheus Nicolau | 3 |           |           |  |  |        |        |
|  |                   |                  | Matheus Nicolau | 3 |           |           |  |  |        |        |
|  |                   | Dileno Lopes     | DU              |   |           |           |  |  |        |        |
|  | Bruno Silva       | Dileno Lopes     | DU              | 1 |           |           |  |  |        |        |
|  | Bruno Silva       |                  |                 | 1 |           |           |  |  |        |        |
|  | Dileno Lopes      | FIN              |                 |   |           |           |  |  |        |        |
|  | Dileno Lopes      | FIN              | Dileno Lopes    | 3 |           |           |  |  |        |        |
|  |                   |                  | Dileno Lopes    | 3 |           |           |  |  |        |        |
|  |                   | Reginaldo Vieira | DU              |   |           |           |  |  |        |        |
|  | Leandro Higo      | Reginaldo Vieira | DU              | 1 |           |           |  |  |        |        |
|  | Leandro Higo      |                  |                 | 1 |           |           |  |  |        |        |
|  | Bruno Rodrigues   | FIN              |                 |   |           |           |  |  |        |        |
|  | Bruno Rodrigues   | FIN              | Bruno Rodrigues | 2 |           |           |  |  |        |        |
|  |                   |                  | Bruno Rodrigues | 2 |           |           |  |  |        |        |
|  |                   | Reginaldo Vieira | FIN             |   |           |           |  |  |        |        |
|  | Matheus Mattos    | Reginaldo Vieira | FIN             | 2 |           |           |  |  |        |        |
|  | Matheus Mattos    |                  |                 | 2 |           |           |  |  |        |        |
|  | Reginaldo Vieira* | DU               |                 |   |           |           |  |  |        |        |
|  | Reginaldo Vieira* | DU               |                 |   |           |           |  |  |        |        |

* Giovanni Santos optou por deixar a competição por causa de uma lesão no ombro, no pé e uma infecção. Seu substituto será Reginaldo Vieira

### Peso Leve
|  | Quartas de Final   | Quartas de Final |                    |    | Semifinal | Semifinal |  |  | Finale | Finale |
|  |                    |                  |                    |    |           |           |  |  |        |        |
|  |                    |                  |                    |    |           |           |  |  |        |        |
|  |                    |                  |                    |    |           |           |  |  |        |        |
|  | André Ricardo      | 2                |                    |    |           |           |  |  |        |        |
|  | André Ricardo      | 2                |                    |    |           |           |  |  |        |        |
|  | Nazareno Malegarie | TKO              |                    |    |           |           |  |  |        |        |
|  | Nazareno Malegarie | TKO              | Nazareno Malegarie | 3  |           |           |  |  |        |        |
|  |                    |                  | Nazareno Malegarie | 3  |           |           |  |  |        |        |
|  |                    | Fernando Bruno   | DU                 |    |           |           |  |  |        |        |
|  | Fernando Bruno     | Fernando Bruno   | DU                 | DU |           |           |  |  |        |        |
|  | Fernando Bruno     |                  |                    | DU |           |           |  |  |        |        |
|  | Adilson Fernandes  | 2                |                    |    |           |           |  |  |        |        |
|  | Adilson Fernandes  | 2                | Fernando Bruno     | 3  |           |           |  |  |        |        |
|  |                    |                  | Fernando Bruno     | 3  |           |           |  |  |        |        |
|  |                    | Glaico França    | FIN                |    |           |           |  |  |        |        |
|  | Erick da Silva     | Glaico França    | FIN                | 3  |           |           |  |  |        |        |
|  | Erick da Silva     |                  |                    | 3  |           |           |  |  |        |        |
|  | Joaquim Silva      | DU               |                    |    |           |           |  |  |        |        |
|  | Joaquim Silva      | DU               | Joaquim Silva      | 1  |           |           |  |  |        |        |
|  |                    |                  | Joaquim Silva      | 1  |           |           |  |  |        |        |
|  |                    | Glaico França    | FIN                |    |           |           |  |  |        |        |
|  | Nikolas Motta      | Glaico França    | FIN                | 2  |           |           |  |  |        |        |
|  | Nikolas Motta      |                  |                    | 2  |           |           |  |  |        |        |
|  | Glaico França      | FIN              |                    |    |           |           |  |  |        |        |
|  | Glaico França      | FIN              |                    |    |           |           |  |  |        |        |

## Finale
Após diversas mudanças no local e nas lutas, a final foi movida para 1 de Agosto de 2015 no UFC 190.